# Размагничивающее поле
Размагни́чивающее по́ле — магнитное поле, создаваемое молекулярными токами внутри исследуемого образца пара- или ферро- магнетика при его намагничивании внешним магнитным полем. Появление этого дополнительного поля приводит к уменьшению напряжённости магнитного поля {\displaystyle H} по сравнению с тем, какой она была до внесения магнетика в данную область пространства. 
При попытке «наложения однородного внешнего поля» {\displaystyle {\vec {H}}_{e}} к образцу по факту оказывается приложенным совсем другое, меньшее по величине, поле {\displaystyle {\vec {H}}}, которое ещё и может быть неоднородным. Для вычисления поля решаются магнитостатические уравнения Максвелла {\displaystyle {\mbox{rot}}{\vec {H}}={\vec {j}}} ({\displaystyle {\vec {j}}} — плотность тока проводимости) и {\displaystyle {\mbox{div}}{\vec {B}}=0} в заданной геометрии системы для напряжённости и индукции.
В ряде простых геометрий (для образцов в форме эллипсоидов и цилиндров) при однородном в отсутствие образца поле {\displaystyle {\vec {H}}_{e}} вычисление упрощается. Для таких форм намагничивание объёма образца происходит однородно и размагничивающее поле равно {\displaystyle -{\hat {N}}\cdot {\vec {M}}}, где {\displaystyle {\hat {N}}} обозначает тензорный размагничивающий фактор, а {\displaystyle {\vec {M}}} представляет координатно-независимую намагниченность. Полная напряжённость составляет
{\displaystyle {\vec {H}}={\vec {H}}_{e}-{\hat {N}}\cdot {\vec {M}}},
и именно она, а не {\displaystyle {\vec {H}}}, должна считаться приложенным полем. Если, например, известно, что намагниченность и напряжённость поля для изучаемого материала связаны линейно (через магнитную восприимчивость {\displaystyle \chi }), то имеет место соотношение (векторно-тензорные обозначения опущены):
{\displaystyle H=H_{e}-N\cdot \chi H},
откуда определится {\displaystyle H} в явном виде. Неучёт отличия {\displaystyle H} от {\displaystyle H_{e}} приводит к грубой ошибке. Для эксперимента наиболее удобен случай длинного цилиндрического образца, ось которого сонаправлена с направлением поля (тогда {\displaystyle N=0}).